# 斯凱特雷恩冰隆
斯凱特雷恩冰隆（英語：Skytrain Ice Rise）是南極洲的冰隆，位於帕爾默地，從赫里蒂奇嶺的邁耶山附近延伸至龍尼-菲爾希納冰架，美國地質調查局根據測量和該國海軍的空中照片繪入地圖，現時由南極條約體系管理。